# Sławnyj
Sławnyj – osiedle typu miejskiego w Rosji, w obwodzie tulskim. W 2010 roku liczyło 1862 mieszkańców.